# Kazimierz Pasionek
Kazimierz Pasionek (ur. 1 marca 1930 w Żmiącej, zm. 28 listopada 2006 w Tarnowie) – polski duchowny katolicki, prefekt i wykładowca muzyki kościelnej w Wyższym Seminarium Duchownym w Tarnowie, referent Kurii Diecezjalnej ds. Muzyki i Śpiewu Kościelnego, dyrektor Diecezjalnego Studium Organistowskiego w Tarnowie, kompozytor i wydawca licznych opracowań muzyczno-liturgicznych.

## Życiorys
Uczęszczał do szkoły powszechnej w rodzinnej Żmiącej koło Limanowej. Po wybuchu wojny kontynuował naukę w niedalekich Ujanowicach, uczęszczając do gimnazjum. W roku 1945 wstąpił do Małego Seminarium Duchownego w Tarnowie, egzamin dojrzałości złożył w roku 1949. Wstąpił do Wyższego Seminarium Duchownego w Tarnowie, gdzie przygotowywał się do święceń kapłańskich, które przyjął 9 maja 1954 r. z rąk bpa Jana Stepy. Na pierwszą placówkę został skierowany do Wojnicza, gdzie pracował przez dwa lata. Uczył jako katecheta w szkole podstawowej w Wielkiej Wsi oraz w Łoponiu. W roku 1956 został posłany na studia w Instytucie Muzykologii Kościelnej na Katolickim Uniwersytecie Lubelskim. Był jednym z pierwszych studentów tego Instytutu. Od 20 czerwca 1960 r. pracował przez dwa lata jako wikariusz parafii katedralnej w Tarnowie. Był katechetą w Szkole im. Marii Konopnickiej, a następnie uczył religii przy katedrze. W latach 1960–1980 prowadził chór katedralny w Tarnowie. Ks. Pasionek okazał się świetnym dyrygentem i organizatorem. Zespół śpiewał w każdą niedzielę i święta w czasie Mszy świętych. Wyjeżdżał także z koncertami do innych parafii diecezji. W latach 1962–1987 pełnił funkcję referenta Kurii Diecezjalnej ds. Muzyki i Śpiewu Kościelnego w diecezji tarnowskiej. Przez dwa lata (1962-1964) był prefektem w Wyższym Seminarium Duchownym w Tarnowie. Od 1962 do 1996 r. był w nim wykładowcą muzyki i śpiewu kościelnego. W roku 1964 ks. Pasionek zorganizował na nowo Diecezjalne Studium Organistowskie w Tarnowie i został jego dyrektorem oraz wykładowcą (funkcję tę pełnił przez 40 lat). Uczył harmoniki funkcyjnej, organoznawstwa, chorału gregoriańskiego oraz gry na fortepianie i organach.
Jego działalność w diecezji obejmowała także przygotowanie i prowadzenie zespołów muzycznych, orkiestr i chórów, zajmujących się oprawą muzyczną uroczystości diecezjalnych i o szerszym zasięgu. Ks. Pasionek brał też udział w przygotowaniu uroczystości z udziałem Ojca Świętego Jana Pawła II w Tarnowie, połączonych z beatyfikacją Karoliny Kózkówny (10 VI 1987) oraz kanonizacją bł. Kingi w Starym Sączu (16 VI 1999). W dowód uznania zasług otrzymał w 2002 r. dyplom honorowego członka Stowarzyszenia Polskich Muzyków Kościelnych, a w roku 2004 został Kanonikiem Honorowym Tarnowskiej Kapituły Katedralnej.
Zmarł 28 listopada 2006 r. i pochowany został na cmentarzu w Żmiącej.
Od 2015 r. Diecezjalne Studium Organistowskie w Tarnowie nosi imię ks. Kazimierza Pasionka.

## Działalność kompozytorska i wydawnicza
- kompozycje na 1 głos z organami: Dziękujemy Ci Ojcze nasz, Zamieszkałeś w sercu moim, Błogosławiony, W limanowskim kościele, Pani nasza limanowska, Witamy Ciebie, Odchodzisz od nas, Pokropisz hizopem Panie, Com przyrzekł Bogu, Mario Tereso, W Chrystusie Bóg,  Błogosławiona  Karolino, Błogosławieni, Przedwieczny Bóg, Kingo, sądecka Pani, Bądź uwielbiony, Jak przed wiekami, Obrońco Bożej sprawy
- kompozycje na chór mieszany z organami: Msza Jubileuszowa, Niech żyje Chrystus Król, In virtute crucis, Królowi wieków
- kompozycje na chór mieszany a’capella: Błogosławiona Karolino, In Spiritu et veritate
- kompozycje inne: Responsoria i Alleluja (na święta i poszczególne okresu roku liturgicznego), Akatistos (na chór męski wg tłumaczenia ks. dra Wojciecha Kani), O chwała Tobie Boże, Nieszpory o Najświętszym Sakramencie
- opracowania chóralne a'capella: Pamiętaj człowiecze, Idę do Ciebie, Płacz, płacz, kto żyw, O Chryste, O Boże dzięki ci składamy, Matko Królowo, Królowo ziem polskich, O Maryjo w niebo uniesiona, Boże Synu, Pan mój Wódz, W kapłana sercu, Kapłanów Królowo, Tyś na wieki jest kapłanem, O święty nasz Patronie
- opracowania chóralne z towarzyszeniem organów: Bogurodzico, dziewico, W żłóbeczku leży, Dziś Chrystus zmartwychwstały, Ecce sacerdos magnus (Waldman), Laudate Dominum (Gounoda), Przez chrztu świętego
- teksty pieśni: Z dalekiej Fatimy, O Fatimska nasza Pani, Niepokalana słoneczna Pani, Fatimska Pani usłysz nas, Witamy Ciebie, Odchodzisz od nas, Błogosławiona Karolino, Zamieszkałaś w sercu moim[4]